# 喀麦隆维达雀
喀麦隆维达雀（学名：Vidua camerunensis），是雀形目维达雀科的一种鸟类。

## 特征
喀麦隆维达雀体重约12.09克，翼长约63.3毫米，喙宽度约3.9毫米，喙厚度约5.9毫米，嘴峰长约10.1毫米，跗蹠长约13.6毫米，尾长约40.2毫米。
喀麦隆维达雀是留鸟，栖息在林地，它们是植食性动物，主要以植物的种子或坚果为食。它们分布在塞拉利昂、刚果民主共和国东北部和南苏丹。